# Acrodontis fumosa
Acrodontis fumosa là một loài bướm đêm trong họ Geometridae.